# Stadion Miejski Babovac w Ljubuškim
Stadion Miejski Babovac – wielofunkcyjny stadion w Ljubuškim, w Bośni i Hercegowinie. Obiekt może pomieścić 3500 widzów. Swoje spotkania rozgrywają na nim piłkarze klubu NK Sloga Ljubuški.